# Peinture mythologique
La peinture mythologique est un style de peinture dans lequel l'artiste peintre représente un personnage ou une scène tirée de la mythologie. De très nombreux peintres ont réalisé des peintures de ce type, en s'inspirant des mythologies grecque, romaine, égyptienne ou nordique. La mythologie a pu être étudiée grâce notamment aux peintures la représentant.

## La mythologie  en peinture

### Introduction
Le terme « mythologie » vient du grec ancien μυθολογία / muthología — de μῦθος / mûthos (mythos), « parole » (ou « fable », « mythe ») et λόγος / lógos (logos), « discours », « raison ». Les récits mythologiques sont transmis depuis des siècles par la parole, sous forme de contes qui racontent l'histoire des hommes et des dieux. La mythologie a donné aux hommes des explications rationnelles sur des événements inexplicables comme les événements naturels : la pluie ou la foudre. La mythologie grecque a souvent été représentée dans histoire de l'art. C'est grâce à de nombreux ouvrages et à la peinture que la mythologie grecque nous est parvenue. Elle a aujourd'hui un rôle iconique et symbolique dans la représentation artistique. De nombreuses œuvres artistiques reprennent des codes iconiques de la peinture mythologique pour venir signifier un fait, une caractéristique de l’œuvre.

### Esthétique: Une nouvelle représentation du corps
La Peinture mythologique rompt avec la peinture médiévale comme on peut le voir avec la représentation du corps humain. Elle représente des corps nus de manière partielle ou totale alors que dans la peinture médiévale, seul le Christ peut dévoiler son corps dans une œuvre picturale. La Peinture mythologique s'attache à représenter des idéaux de beauté des corps de l'époque, selon les influences notamment des idéaux de beauté de la Grèce antique. L'idéal féminin est particulièrement représenté dans la Peinture mythologique en mettant en scène notamment la déesse qui incarne la beauté, à savoir, Aphrodite. La femme est célébrée dans la Peinture mythologique avec une représentation des formes féminines. On retrouve souvent dans des œuvres picturales mythologiques des sujets représentés lors de scènes précises, événements précis. La peinture a en effet un rôle de transmission de ce qui a été vécu. Elle représente des dieux, des figures de la mythologie, elle a un rôle iconique et symbolique, mettant en avant les caractéristiques propres aux personnages.

### Représentation picturale des dieux de l'Olympe
Dans la mythologie gréco-romaine, douze dieux olympiens gouvernent le monde. Le pouvoir est partagé entre Zeus qui gouverne le monde céleste, Poséidon le monde marin et Hadès le monde souterrain. L'Olympe était l'endroit ou vivaient tous les dieux comme une famille. Un tableau représente cela, il s'agit de Le Concile des dieux, une fresque réalisée par le peintre Raphaël entre 1515 et 1517 et conservée à la Villa Farnesina à Rome. La scène représente un banquet, rituel traditionnel des dieux de l'Olympe.

#### Zeus
Zeus est le dieu de tous les dieux, il détient le pouvoir de l'Olympe. Sa caractéristique principale est qu'il peut se servir de la foudre pour punir ceux qui lui désobéissent. Sa femme est Héra mais il est connu pour avoir de multiples conquêtes amoureuses. Zeus est souvent représenté avec une barbe et tenant à sa main un sceptre. Un tableau du maître Jean Auguste Dominique Ingres le représente aux côtés de Thétis, il s'agit de Jupiter et Thétis, peint entre 1810 et 1811. Dans ce tableau, on peut voir les attributs qu'on lui concède symboliquement à savoir la foudre et le sceptre.

#### Aphrodite
Le nom Aphrodite vient du grec aphros qui signifie écume, en référence à sa naissance au bord de la mer. Elle est la déesse de l'amour et de la beauté et elle est souvent représentée dans la peinture mythologique grecque car elle est le symbole de la féminité. À l'Olympe, elle est une séductrice. Un des tableaux les plus connus la représentation est La Naissance de Vénus de Sandro Botticelli. Il y a aussi Vénus avec Amour et Mars, peint vers 1540 par Lambert Sustris et conservé au Musée du Louvre à Paris. On y voit au premier plan une colombe, qui est l'animal sacré d'Aphrodite. En arrière-plan, on aperçoit Mars, reconnaissable grâce à un casque, qui s'apprête à rejoindre Aphrodite. Vénus, Mars et Cupidon est un autre tableau représentant les deux amoureux. Il a été peint en 1633 par Le Guerchin et est conservé au Pinacoteca Civica en Italie. Mars tombait constamment sous le charme d'Aphrodite.

#### Apollon
C'est le fils de Zeus, il est né sur l'île de Délos. Delphes est la ville du culte d'Apollon où il transmet les oracles aux autres dieux et aux hommes. Apollon a deux facettes de sa personnalité; l'une bienveillante et l'autre malveillante. Par exemple, lors de la Guerre de Troie, il a répandu une épidémie dans le camp grec. Il est aussi l'inventeur de la musique, c'est lui qui a offert la lyre à sept cordes à Orphée. Lors des banquets, il dirige le chœur des Muses. Dans la peinture mythologique grecque, il est représenté le plus souvent avec un corps nu et une couronne de lauriers sur la tête. Il a aussi une longue tunique et un instrument de musique dans les mains comme une cithare ou un violon. Apollon figure dans le tableau Apollon guidant le char du Soleil peint par Guido Reni en 1614 et conservé à Rome au Casino dell'Aurora Pallavicini. Ce tableau est un idéal de la peinture classique. Il est aussi représenté dans la fresque Apollon et Diane de Giovanni Battista Tiepolo en 1757 et conservé à la Villa Valmarana. Dans cette œuvre, il est représenté avec une lyre dorée qu'il soulève fièrement d'un bras. En effet, il est le musicien qui charme l'Olympe. On le voit aussi dans un tableau de Martin de Vos intitulé Apollon et les Muses, peint en 1570 et conservé au Musée royal des Beaux-Arts de Bruxelles.

### Les artistes de la Renaissance italienne
La période de la Renaissance italienne est un courant pictural dans l'histoire de l'art datant du XVe siècle av. J.-C. et une période foisonnante dans la représentation de la mythologie grecque. Des artistes tels que Sandro Botticelli ou Bronzino vont choisir des sujets mythologiques dans leurs peintures. Le Printemps est un tableau représentant une scène mythologique et a été réalisé par Sandro Botticelli en 1478, il fut une commande. Sandro Botticelli a notamment participé à la décoration de la Chapelle Sixtine avec quelques de ses contemporains. Plusieurs œuvres réalisées pendant cette période étaient des commandes pour la famille des Médicis. La Camera degli Sposi, en italien, est un ensemble décoratif réalisé par Mantegna en 1473-1474. Il est situé au premier étage de la tour Nord du château San Georgio. Ce tableau est composé de fresques monochromes sur des sujets mythologiques tels que Orphée, Hercule et Arion.

#### La Naissance de Vénus de Sandro Botticelli / 1484
Sandro Botticelli est un artiste majeur de la Renaissance italienne. Son tableau La Naissance de Vénus est exposé à la galerie des Offices à Florence. Il représente une des scènes les plus connues de la mythologie grecque à savoir la naissance de Vénus (en latin) ou d'Aphrodite (en grec). Vénus est sortie des eaux, elle est le fruit de la castration d'Ouranos par son fils Cronos. Le mythe raconte que le sexe coupé a été jeté dans la mer du Pontus. La mythologie ayant une fonction étiologique, elle donne l'explication du phénomène de l'écume blanche au bord de la mer par cet épisode de la mythologie grecque. Il s'agirait alors du sperme d'Ouranos. De cette écume blanche serait sortie une jeune femme portée par un coquillage et arrivant jusqu'à Chypre. La déesse incarne dès sa naissance la beauté idéale, c'est ainsi la caractéristique qui l'a détermine le plus. Pour incarner Aphrodite, Sandro Botticelli a choisi le visage de Simona Vespucci, la maîtresse de Julien de Médicis car elle était considérée la plus belle femme de la cité. Ce mythe est une métaphore du lien de la mythologie avec notre monde. Le tableau incarne les éléments de la Terre et de l'Homme en les mettant en les mariant. Ce tableau est la plus célèbre représentation de cet épisode mythologique et reprend les codes de l'art de la Renaissance italienne.

### Œuvres représentant des scènes de mythologie grecque

#### Les Trois Grâces de Raphaël / 1505
Ce tableau est une huile sur bois exposée au musée Condé à Chantilly. Le peintre Raphaello Sanzio dit Raphaël est un artiste majeur de la Renaissance italienne. Il crée Les Trois Grâces dans sa période Florentine. Il représente dans cette œuvre trois femmes nues ; celle du milieu figurant de dos et les deux autres figurant de face. Fruits de l'union de Zeus et d'Eurynome, ces femmes sont nommées Charites par les Grecs et Grâces par les Romains. Mais d'autres interprétations existent pour l'identité de ces jeunes femmes : il pourrait s'agir des Hespérides ou des déesses Héra, Athéna et Aphrodite en référence au jugement de Pâris. De plus, on aperçoit dans les mains des jeunes femmes des pommes, un symbole du jugement de Pâris. Elles incarnent le symbole de la séduction et de la fécondité. Les Trois Grâces ont aussi été représentées en peinture par Pierre Paul Rubens en 1639.

#### Paysage avec Orphée et Eurydice de Nicolas Poussin / 1648-1650
L'œuvre picturale Paysage avec Orphée et Eurydice a été réalisée par le peintre Nicolas Poussin entre 1648 et 1650. Il s'agit d'une huile sur toile exposée au Musée du Louvre à Paris. Orphée est une figure de la mythologie grecque connue pour y représenter la musique. En effet, lorsqu'il est était enfant, Apollon lui a donné une lyre à sept cordes. Ainsi, grâce à la musique, Orphée réussit à charmer le monde et les bêtes hostiles. C'est le fils de Calliope (la muse de l'éloquence et de la poésie épique.) Eurydice était l'épouse d'Orphée mais elle a été mordue par un serpent le jour de leurs noces. Occupé à jouer de la lyre, Orphée ne se rend pas compte de la mort de sa bien-aimée. Le mythe d'Orphée et Eurydice est tragique, de ce fait, il a été représenté dans le théâtre antique et particulièrement dans les Métamorphoses d'Ovide. On peut inscrire l’œuvre de Nicolas Poussin dans la pratique vénitienne du paysage en peinture qui s'élabore à Rome à la fin du XVIe siècle. En effet, dans cette pratique le paysage naturel prend le dessus dans la forme du tableau par rapport aux sujets humains. La nature est alors dominante dans le tableau et y prend la quasi-totalité de la place. Les personnages représentés sont alors représentés en plus petite taille et au premier plan afin de d'apporter un sens poétique au sujet. C'est que l'on peut voir dans Paysage avec Orphée et Eurydice.

#### Diane sortant du bain de François Boucher / 1742
Il s'agit d'une huile sur toile exposée au musée du Louvre à Paris. L'œuvre Diane sortant du bain de François Boucher représente la déesse Diane en romain et Artémis en grec ancien. Le tableau représente Diane faisant sa toilette après la chasse. Le peintre élabore les thème du corps humain dans la nature, de la féminité et de la sensualité dans ce tableau.

#### Saturne dévorant l'un de ses enfants de Francisco de Goya / 1819-1823
Il s'agit d'une fresque, initialement peinte sur les murs de la maison de l'artiste et transférée sur toile, exposée au musée du Prado à Madrid. L'œuvre Saturne dévorant un de ses fils de Francisco de Goya représente un épisode de l'histoire de la mythologie grecque. Ouranos, le dieu du ciel et Gaïa, la mère divine s'unissent dans les premiers temps pour donner naissance à la première génération de dieux. Celle-ci est composée de douze Titans dont Cronos est le cadet. Il y a aussi les cyclopes et les hécatonchires. Cronos va dévorer ses enfants afin d'échapper à la prophétie selon laquelle un d'eux le détrônerait. Le peintre Pierre Paul Rubens a également représenté cette scène mythologique en 1636.

#### La Danse des Bacchantes de Charles Gleyre / 1849
Ce tableau est une huile sur toile exposée au musée cantonal des Beaux-arts à Lausanne. Son sujet principal sont les bacchantes en Romain et les ménades en grec. L'étymologie de ce mot provient de Bacchus qui est le nom romain de Dionysos. En effet, les bacchantes étaient des femmes appartenant au cortège de Dionysos. Les caractéristiques du dieu Dionysos étaient la luxure. Le cortège bachique, uniquement composé de femmes, était alors à l'image de son dieu et ce tableau représente cela. Dionysos amenait les gens à se conduire comme des fous et à être dépossédés de leur raison. Ce dieu est le dieu de l'extase; il pousse les citoyens à l'ivresse et au sexe. Ce tableau est une scène mythologique représentant son cortège en pleine orgie. L'origine de la danse est le cortège religieux à l'Antiquité. La Danse des Bacchantes de Charles Gleyre est un tableau montrant la danse dans les cortèges religieux pendant la période de la Grèce antique. Le mythe est raconté notamment chez Euripide et Ovide.

## La mythologie égyptienne en peinture

### Introduction
La mythologie égyptienne est très importante dans l'Histoire de l'Égypte antique. Les dieux égyptiens exercent une influence sur la société et en deviennent des symboles. Les Égyptiens ont honoré leurs divinités dans le panthéon égyptien pendant des milliers d'années. La religion ayant une importance fondamentale dans l'Égypte antique, la plupart des œuvres d'art de cette époque représentent les divinités et les pharaons. C'est grâce aux œuvres d'art et notamment aux œuvres picturales que la mythologie égyptienne nous est parvenue.

### Esthétique
Dans la peinture égyptienne, les personnages sont toujours représentés avec la tête et les jambes de profil; et le reste du corps de face. La hauteur des personnages est différente dans la représentation selon leur position hiérarchique dans la société. Plus c'est une personne importante, plus elle va être grande. Le pharaon est considéré comme le fils de Dieu et est ainsi représenté comme le plus grand des hommes. Il n'y a une absence de perspectives dans la peinture mythologique égyptienne. Les symboles sont très présents dans la peinture mythologique égyptienne. Ainsi, les animaux sont les symboles des divinités. La couleur possède également des codes symboliques : le bleu et le vert représentent le Nil et la vie, le jaune symbolise le soleil et le rouge représente la force et le pouvoir. L'aspect géométrique des œuvres d'art égyptiennes est hérité d'une fine observation de la nature.

## Galerie

La Naissance de Vénus de Sandro Botticelli (1485), peinture tirée de la mythologie romaine.
Le dieu Thor de la mythologie nordique affrontant les géants, Mårten Eskil Winge (1872)
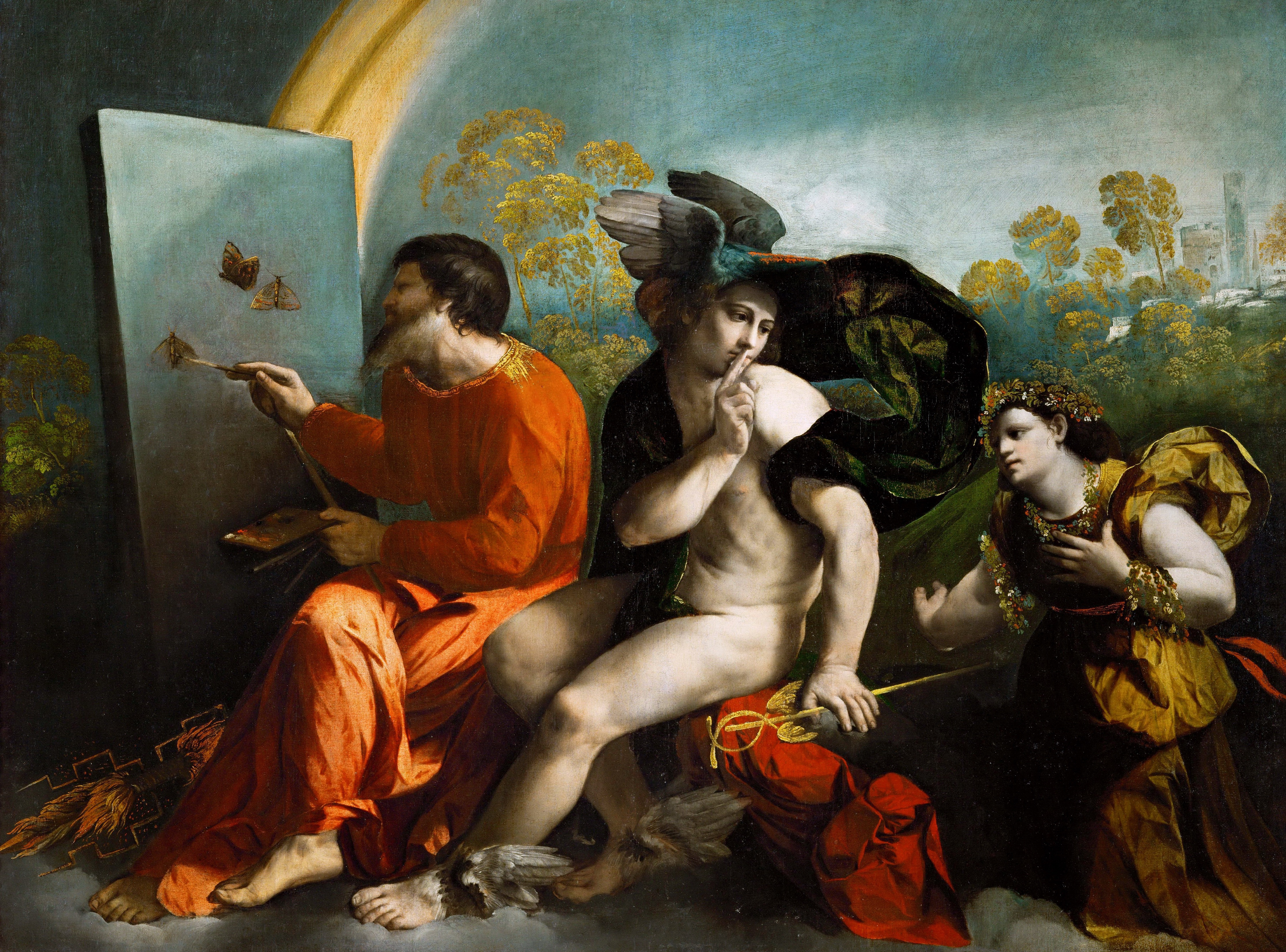
Jupiter, Mercure et la vertu, de Dosso Dossi (1524)
La tour de Babel de Pieter Brueghel l'Ancien (XVIe siècle)
Le Pèlerinage à l'île de Cythère d'Antoine Watteau (1717), œuvre évoquant l'île sur laquelle un temple était dédié à Aphrodite
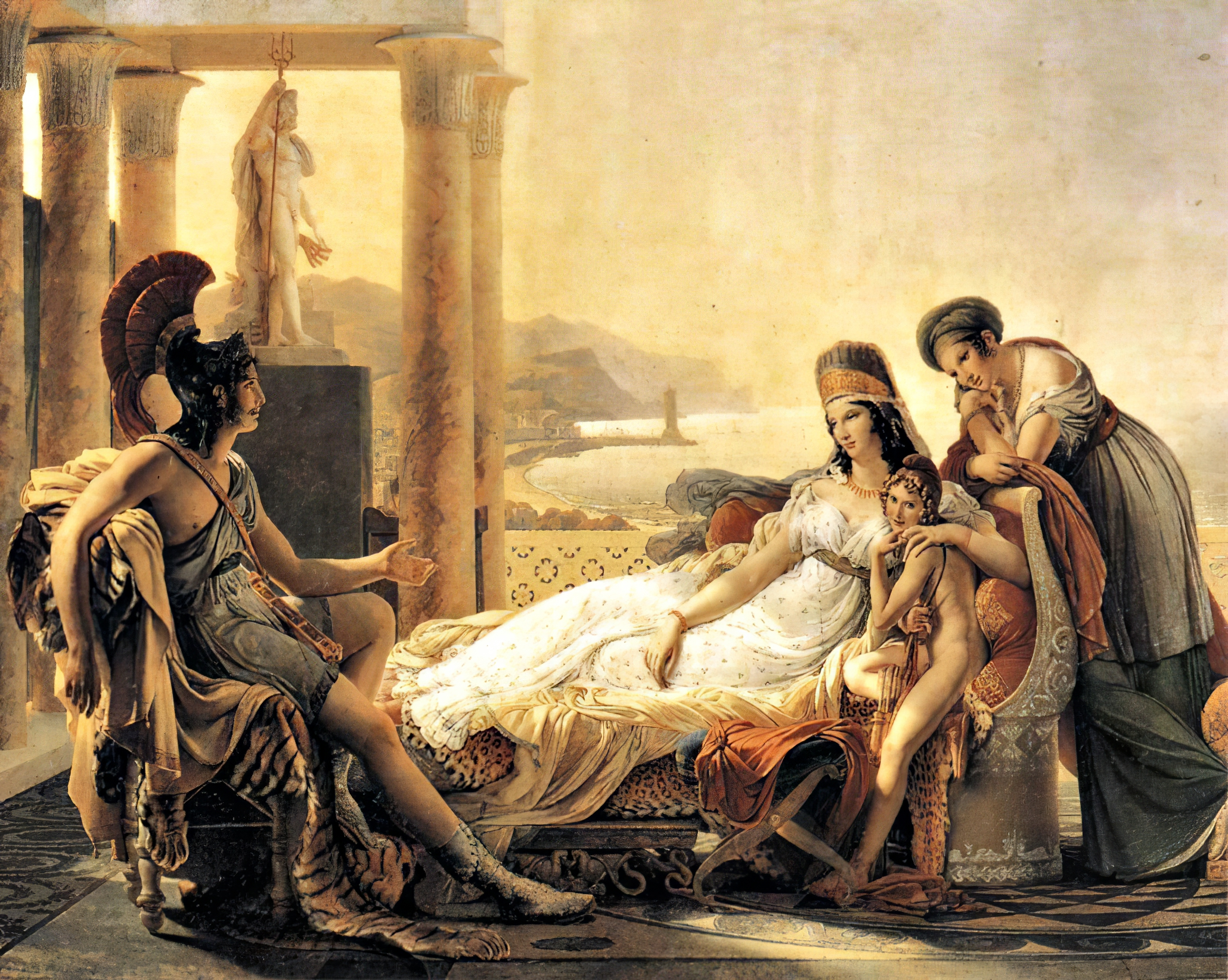
Énée racontant à Didon les malheurs de la ville de Troie de Pierre-Narcisse Guérin (1815), peinture tirée de la mythologie grecque.
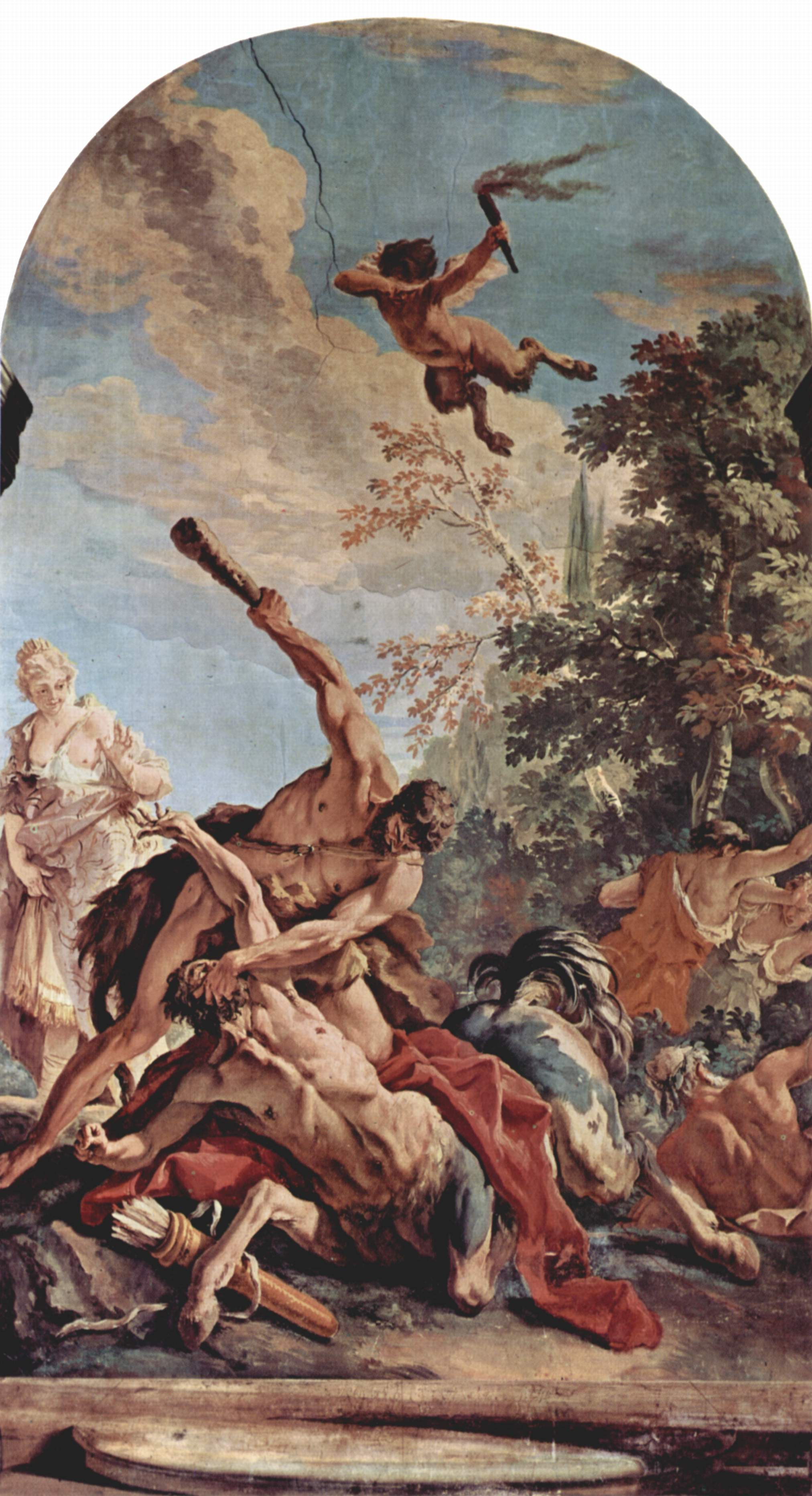
Hercule luttant avec un centaure de Sebastiano Ricci (1706), scène inspirée de la mythologie romaine.
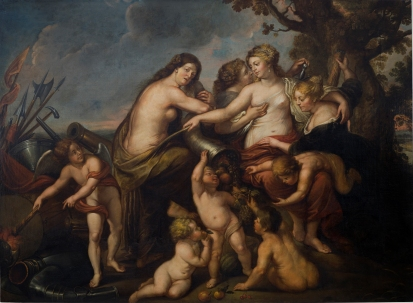
Allégorie de la paix et le bonheur de l’État, atelier de Rubens